# Кубинський хліб

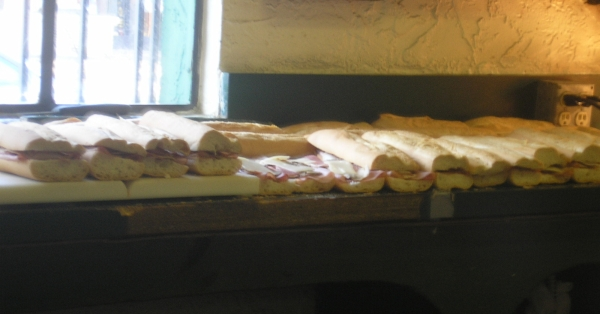
Кубинський хліб використовують для кубинських сендвічів

Кубинський хліб (англ. Cuban bread) — майже звичайний білий хліб, схожий на французький чи італійський, але готується за дещо іншим способом випікання та має особливі складники (зокрема, зазвичай додають трохи жиру — сала чи олії); як правило, він має видовжену форму, як багет. Він є основою кубино-американської кухні і за традицією використовується в приготуванні справжнього кубинського сендвіча.

## Історія
Існує багато дискусій з приводу джерела виникнення «справжнього» кубинського хліба. Місті Маямі і Тампа (штат Флорида) — перші в черзі на звання батьківщини даної страви. Першою пекарнею, що виготовляла кубинський хліб в США, найвірогідніше була пекарня La Joven Francesca, заснована в Ібор-Сіті у 1896 році уродженцем Сицилії Франциско Ферліта. Буханка хліба тут коштувала 3-5 центів.
В Ібор-Сіті хліб доставляли щоранку як молоко. Біля дверей кожного будинку був прибитий цвях, на який рознощик хліба настромлював свіжу буханку.
Сьогодні пекарня «La Secunda» є головним виробником кубинського хліба у районі м. Тампа.

## Особливості
Традиційна буханка кубинського хліба приблизно 1 метр завдовжки та дещо прямокутної форми (в порівнянні з більш округленими італійськими чи французькими). Він твердий, тонкий, з тонкою кіркою та пухкою серединою. У давнину тісто тонко розтягували, формуючи характерні повітряні кишені та довгу форму. Протягом століть «La Secunda» та інші відомі пекарні кубинського хліба перед випіканням клали зверху довгасту пальмову гілочку, формуючи таким чином невелику канавку у скоринці та створюючи ефект, подібний розрізу в європейському хлібі. (Перед їдою гілку виймали).
Кубинський хліб становить невід'ємну основу «кубинського сендвіча». Також він може подаватися просто як сніданок, особливо з маслом та підсмажений — до філіжанки гарячої кави con leche (міцна кубинська кава з топленим молоком).
Кубинський хліб треба з'їсти відразу ж після випічки, оскільки він швидко черствіє. Також його можна заморожувати.